# Артабаз II
Арта́баз II (др.-греч. Άρτάβαζος; между 391 и 387 годами до н. э. — после 328 года до н. э.) — персидский сатрап и военачальник IV века до н. э.
Артабаз по отцовской линии происходил из знатного персидского рода Фарнакидов, а по материнской, по всей видимости, был внуком царя Артаксеркса II. В течение жизни Артабаз был военачальником персидского царя Артаксеркса II, сатрапом Геллеспонтской Фригии, организатором восстания против Артаксеркса III, беглецом при дворе македонского царя Филиппа II, самым верным и преданным придворным Дария III, военачальником и сатрапом Бактрии на службе у Александра Македонского.
Одна из дочерей Артабаза Барсина была первой любовницей Александра Македонского и родила ему сына Геракла, которого даже рассматривали в качестве претендента на трон Македонской империи.

## Биография

### Происхождение
Артабаз происходил из знатного персидского рода Фарнакидов, чьи представители возводили свою родословную к первым царям империи Ахеменидов и управляли важной областью государства Геллеспонтской Фригией в течение целого столетия. Возможно, Артабаз имел родственные отношения с Отанидами. Отличительной особенностью предков Артабаза было умение сохранять лояльность персидским царям и одновременно умение выстраивать хорошие отношения с греками. В V веке до н. э. Фарнакиды эллинизировались и стали активно участвовать в делах соседних греческих полисов.
Отцом Артабаза был сатрап Геллеспонтской Фригии Фарнабаз, который был женат на дочери персидского царя Артаксеркса II Апаме. Прямое указание на то, что именно Апама была матерью Артабаза, в античных источниках отсутствует. Нельзя исключить, что Артабаз был сыном Фарнабаза от другой женщины, однако большинство историков всё же относят его к царскому роду. Одним из аргументов является то, что одну из своих дочерей Артабаз назвал Апамой, по всей видимости, в честь бабушки.
Согласно Квинту Курцию Руфу, упоминающего персонажа, которому шёл 95-й год при описании событий 330 года до н. э., Артабаз родился в 424 году до н. э. Современные историки датируют событие промежутком между 391 и 387 годами до н. э. В 387 году до н. э. Фарнабаз был отстранён от управления Геллеспонтской Фригии, а на его место поставлен Ариобарзан.

### Служба у Артаксеркса II

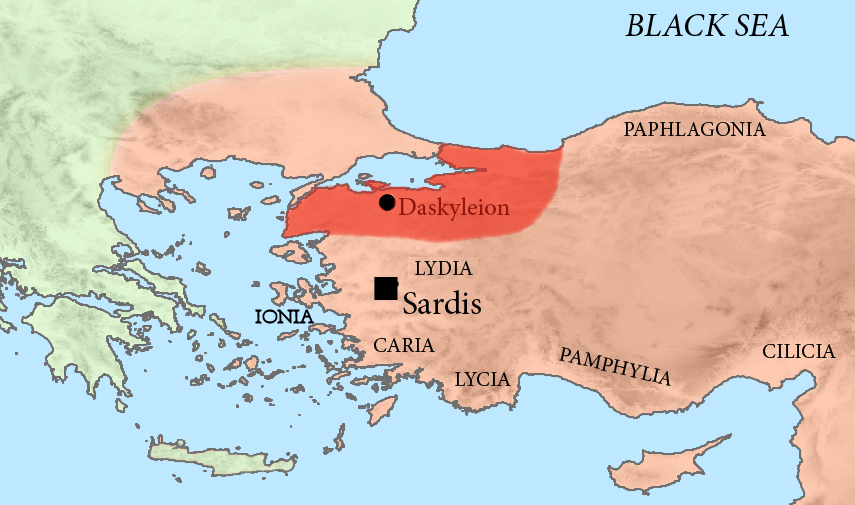
Ориентировочные границы сатрапии Артабаза Геллеспонтской Фригии

Впервые Артабаз упомянут в качестве военачальника на службе Артаксеркса II, когда во время Великого восстания сатрапов противостоял Датаму в Каппадокии. Диодор Сицилийский приводит данную информацию при описании событий 362/361 года до н. э. По мнению историка В. Хеккеля, это происходило в 359 году до н. э. К этому времени относится эпизод с пленением Артабаза сатрапом Лидии и Ионии Автофрадатом. Свойственники Артабаза Ментор и Мемнон Родосские привлекли на помощь командира наёмников Харидема. Однако вместо того чтобы вести войну с Автофрадатом Харидем захватил три дружественных эолийских города Скепсис, Трою и Кебрен. Современник Харидема и Артабаза Демосфен писал, что жители этих городов никак не ожидали такого поворота событий и не выставили охрану. После того как Автофрадат освободил Артабаза, последний собрал войско и направился в Эолиду. Почувствовав опасность, Харидем обратился за помощью к афинянам и тирану Абидоса Ифиаду, который и прислал корабли для эвакуации. Мемнон и Ментор уговорили Артабаза не препятствовать бегству Харидема из Азии.
В истории с пленением Артабаза Автофрадатом остаётся много неясного и предполагает множество вариантов. Равновероятно, что конфликт носил либо межличностный характер, либо был непосредственно связан с Великим восстанием сатрапов. Свидетельствует ли освобождение Артабаза о примирении с Автофрадатом, либо переходом последнего на сторону царя, либо оба военачальника пришли только к личному взаимопониманию, остаётся неясным. После провала восстания Артаксеркс II назначил Артабаза сатрапом Геллеспонтской Фригии вместо Ариобарзана.

### Восстание против Артаксеркса III
В 356 году до н. э. Артаксеркс III велел своим наместникам в Малой Азии, которые вели себя как самостоятельные правители, распустить войска. Этому приказу подчинились все, кроме Артабаза, который был одновременно командующим персидскими войсками в Малой Азии. Фригийский сатрап, который боялся за свою безопасность после восшествия на престол нового царя, поднял мятеж, к которому вскоре присоединился его двоюродный брат Оронт. Мятежники привлекли на свою сторону афинского стратега Хареса со всем войском. Изначально Харес должен был вести боевые действия против Хиоса, Родоса, Коса и Византия в ходе Союзнической войны. Античные источники приводят различные детали такого поступка афинского военачальника, но все они сходятся в том, что основным мотивом Хареса стали деньги. К этому периоду относится чеканка серии золотых статеров с портретным изображением Артабаза, предназначенных для выплаты зарплаты наёмникам Хареса. Предположительно, посредниками между афинским военачальником и персидским сатрапом были Мемнон и Ментор Родосские — родственники Артабаза, которые со своими отрядами наёмников могли находиться под руководством Хареса. В Азии Харес одержал блестящую победу над армией персидского царя во главе с Тифравстом. В письме в Афины он охарактеризовал сражение «сестрой битвы при Марафоне». Также Харес отправил на родину часть трофеев для распределения между всеми гражданами. Вслед за победой Харес разграбил Лампсак и Сигей, которые перешли в его личное владение. Успешные действия Хареса привели к тому, что персидский царь Артаксеркс III предъявил Афинам ультиматум, пригрозив послать на помощь противникам Афин триста кораблей. Этот ультиматум привёл к тому, что Афины были вынуждены в 355 году до н. э. отозвать Хареса с войском домой.
Существует несколько версий относительно того, была ли поддержка Артабазу санкционирована Афинами либо являлась личной инициативой Хареса. Демосфен так описал суть события: «наёмные отряды отправляются у вас в походы сами по себе, они побеждают друзей и союзников … И эти войска, заглянув мимоходом туда, где ведётся война нашим государством, предпочитают плыть к Артабазу и ещё куда-нибудь в другое место, военачальнику же остаётся идти за ними — и естественно: нельзя же начальствовать, не платя жалованья?» По замечанию историка К. Ю. Белоха, тот факт, что Афины одобрили победы Хареса и приняли трофеи, может свидетельствовать об их согласии с действиями своего военачальника. Также не исключён временный союз между Афинами и Артабазом. Мотивом Афин могли быть обещания Артабаза пополнить их пустую казну.
Оставшись без внешней поддержки Афин, Артабаз, согласно Диодору Сицилийскому, обратился за помощью к Фивам. К Артабазу зимой 354/353 года до н. э. был отправлен Паммен с 5 тысячами воинов-наёмников. Ещё Диодор Сицилийский отмечал странность такого поступка фиванцев — отправлять войско в Азию при незавершённой войне со своими соседями фокидянами. Э. В. Рунг отмечал, что в описываемое время фиванцы поддерживали хорошие взаимоотношения с центральной властью империи Ахеменидов. Экспедиция Паммена для поддержки мятежного сатрапа противоречит логике фивано-персидских взаимоотношений. Историк предположил, что Паммен мог наняться к Артабазу по собственной инициативе, либо вести двойную игру. Согласно Диодору Сицилийскому, Паммен в двух больших сражениях разбил сатрапов-противников Артабаза, «заслужив великую славу для себя и для беотийцев». Однако, несмотря на успехи Паммена, у Артабаза возникли подозрения, что фиванский военачальник ведёт сепаратные переговоры с его врагами. Паммен был заключён под стражу. Дальнейшая судьба Паммена достоверно неизвестна. По одной версии, Артабаз заставил ценой свободы Паммена передать управление войском, после чего военачальник отправился домой. Не исключено, что он был убит по приказу Артабаза, либо освобождён кем-либо из слуг персидского царя после подавления восстания.

### Ссылка
В 353 или 352 году до н. э. после провала восстания Артабаз вместе с Мемноном был вынужден бежать в Македонию, где его принял при своём дворе царь Филипп II. Место ссылки было выбрано не случайно. Филипп II враждебно относился к персидскому царю и, соответственно, Артабаз мог не опасаться своей выдачи. Пребывание Артабаза при царском дворе в Пелле имело самые неожиданные и далекоидущие последствия. Квинт Курций Руф неоднократно называет Артабаза другом македонского царя. От Артабаза Филипп II получил информацию об особенностях персидской армии, жизни двора царя империи Ахеменидов. Знания о слабостях персов могли побудить македонского царя к рассмотрению возможности войны против своего восточного соседа. Дочь Артабаза Барсина приглянулась юному наследнику престола Александру. В будущем она станет любовницей Александра и матерью его сына и потенциального наследника Македонской империи Геракла. Согласно предположению Ф. Шахермайра, Александр получил первые представления о персах от Артабаза.
В 340-х годах до н. э. брат жены Артабаза Ментор был назначен персидским царём главнокомандующим в приморских азиатских провинциях. Ему с помощью Багоя, наиболее влиятельного при дворе царя человека, удалось добиться прощения для своих родственников Мемнона и Артабаза, которые вернулись в Азию.

### После возвращения в Персию

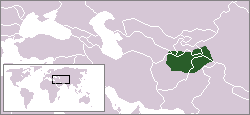
Ориентировочные границы сатрапии Артабаза Бактрия (сатрапия)

По возвращении в империю Ахеменидов Артабаз хоть и стал придворным персидского царя, не получил в управление своей прежней сатрапии. Возможно, Артабаз стал посредником между Артаксерксом III и Филиппом II и при его непосредственном участии был заключён мирный и союзный договор между империей Ахеменидов и Македонией.
Впоследствии Артабаз стал приближённым и верным соратником Дария III. Он сохранил верность царю после пленения последнего Бессом и даже пытался организовать побег. Квинт Курций Руф назвал Артабаза «последней опорой» Дария. После смены власти Артабаз отказался признать Бесса царём и ушёл со своими людьми в горы.
Впоследствии Артабаз с сыновьями в 330 году до н. э. сдался в Гиркании Александру, который принял их со всеми почестями. Такую «милость» Александра легко объяснить тем, что его любовницей на тот момент была дочь Артабаза Барсина. Македонскому царю также импонировали знатность Артабаза и его верность Дарию III. Буквально сразу Александр поручил Артабазу переговоры с греками-наёмниками, а затем подавить восстание ариев под руководством Сатибарзана. Также Артабаз возглавил посольство к скифам. В 329 году до н. э. Александр назначил Артабаза сатрапом Согдианы и Бактрии, что было положительно воспринято местной знатью. На тот момент Согдиана, в отличие от Бактрии, была мятежной провинцией, в которой реальной властью обладал вождь повстанцев Спитамен.
Артабаз недолго пробыл сатрапом, так как через год попросил Александра отправить его на покой в связи с преклонным возрастом, что, по всей видимости, являлось дипломатическим ходом. В Бактрии находилось много войск македонян и греческих наёмников, которые не хотели подчиняться персу. Перед уходом на покой Артабаз попросил Александра за своих сыновей. По всей видимости он переехал в Пергам, где у него остались обширные владения. Через год к нему переехала дочь Барсина с сыном Гераклом. Сколько лет после прожил Артабаз, как и точная дата его смерти, неизвестны.

## Семья
Артабаз около 363 года до н. э. женился на сестре известных военачальников Ментора и Мемнона Родосских, от которой, по утверждению Диодора Сицилийского, родились одиннадцать сыновей и десять дочерей. Не исключено, что сведения Диодора о числе детей Артабаза, так и том, что все они родились от одной женщины, ошибочны. Из всех детей Артабаза в источниках сохранились упоминания лишь нескольких из них — сыновей Ариобарзана, Аршамы, Кофена, Фарнабаза, Илионея и дочерей Артакамы или Апамы, Артониды и Барсины. В афинской псефизме 327/326 года до н. э. упомянут некий Мемнон, чьи предки «Фарнабаз и Артабаз всегда оказывали благодеяния афинскому народу и были полезны ему в войнах». Существует несколько версий о родственных взаимосвязях этого Мемнона с Артабазом — он мог быть его сыном, так и внуком.
Наиболее известным из сыновей Артабаза стал военачальник Фарнабаз, который некоторое время руководил персидскими войсками в Эгейском море во время вторжения Александра Македонского, а впоследствии наёмными отрядами у диадоха Эвмена.

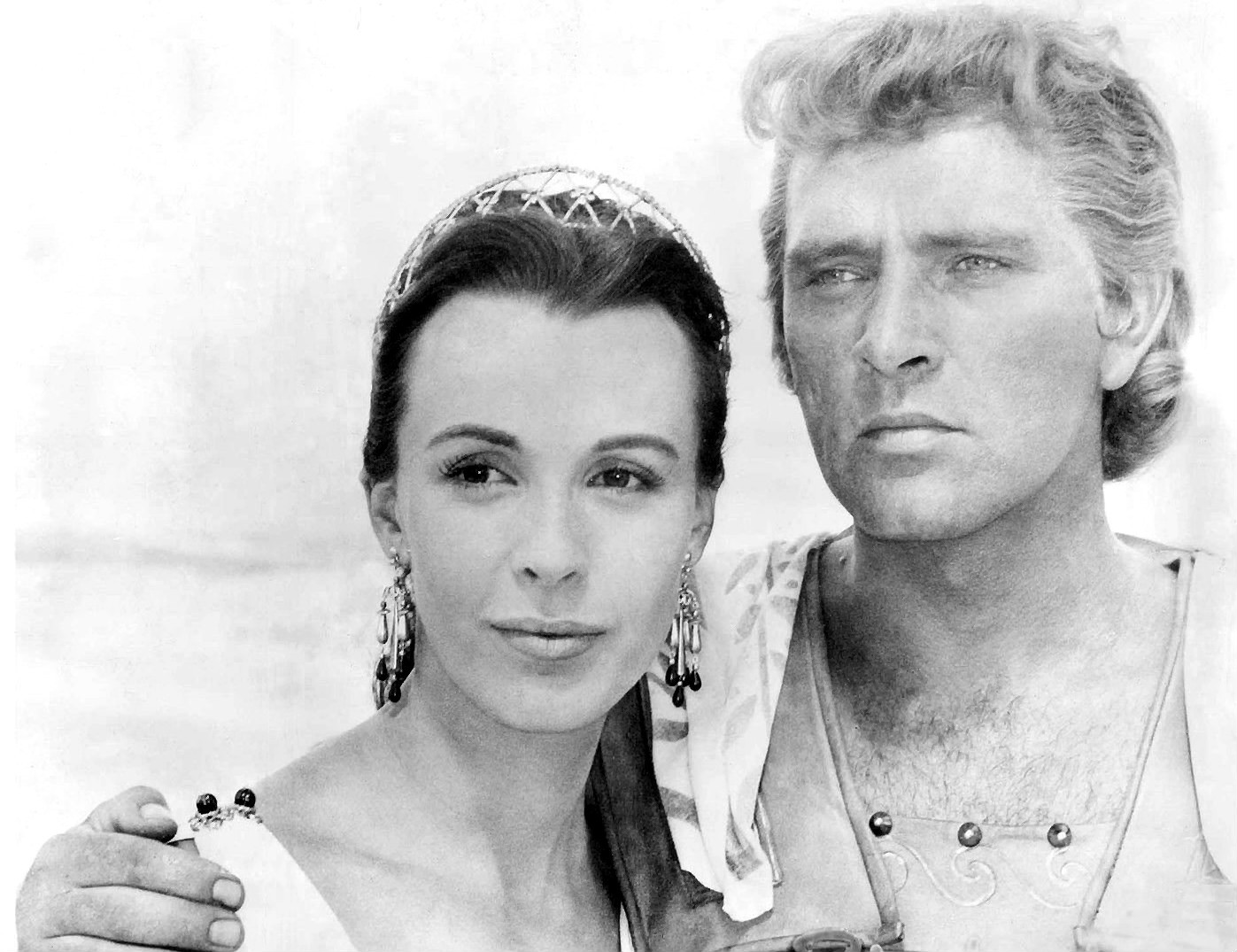
Дочь Артабаза Барсина (роль Клэр Блум) и Александр Македонский (роль Ричарда Бёртона)
Кадр из фильма «Александр Великий» 1956 года

Дочери Артабаза, среди которых особо выделяют Барсину, получили греческое воспитание. Историки полагают, что Барсина, которая была ровесницей Александра, могла познакомиться с молодым царевичем ещё в детстве, когда вместе с отцом находилась в Македонии. Девушку выдали замуж за Ментора, которому Артабаз был обязан возвращением на родину. Данный брак мог являться порукой союза между полководцем Ментором и представителем персидской знати. От Ментора Барсина родила дочь, которую впоследствии Александр выдал замуж за своего военачальника Неарха. У Ментора было три дочери, которые, скорее всего, родились от других женщин.
После смерти Ментора около 340 года до н. э. Барсину выдали замуж за Мемнона. Возможно, мотивы брачного союза носили тот же характер, что и при женитьбе Ментора. Во втором браке Барсина родила Мемнону сына. Судя по всему Мемнон имел детей и от других женщин. Во время вторжения Александра Барсина, Апама и Артонида с детьми были отправлены ко двору Дария III. Официальным предлогом было обеспечение их безопасности, хотя, историки не исключают и других причин. Жёны и дети военачальников при дворе царя царей являлись своего рода заложниками и залогом верности их мужей и отцов.
Повторно овдовевшая Барсина после поражения персов при Иссе в 333 году до н. э. попала в плен к Александру. Она стала наложницей молодого царя. По свидетельству Плутарха, до своей женитьбы на Роксане македонский царь не знал ни одной женщины, кроме Барсины. У них в 327 году до н. э. родился сын Геракл.
В 324 году до н. э. во время организованной по воле Александра свадьбы в Сузах Апама стала женой Птолемея, взяв имя Артакамы, а Артонида — Эвмена. Брак Артакамы распался вскоре после смерти Александра в 323 году до н. э. У Артониды от Эвмена родилось несколько детей, что даёт основание предполагать счастливый брак.
Согласно одной из версий, Артабаз через кого-то из своих детей стал предком царей Понтийского царства.

### Исследования
- Белох К. Ю. Греческая история: в 2 т. / пер. с нем. М. О. Гершензона; под ред. и со вступ. ст. Ю. И. Семёнова. — М.: Государственная публичная историческая библиотека России, 2009. — Т. 2: Кончая Аристотелем и завоеванием Азии. — ISBN 978-5-85209-215-1.
- Дандамаев М. А.-К. Политическая история Ахеменидской державы / Утверждено к печати Ученым советом Института востоковедения Академии наук СССР. — М.: Главная редакция восточной литературы издательства «Наука», 1985.
- Дройзен И. Г. История эллинизма. История Александра Великого. — М.: Академический проект, 2011. — 623 с. — (Технологии истории). — ISBN 978-5-8291-1304-9.
- Эллис Дж.-Р. Глава 14: Македония и северо-западная Греция // Кембриджская история древнего мира / под редакцией Д.-М. Льюиса, Дж. Бордмэна, С. Хорнблоуэра, М. Оствальда. Перевод, научное редактирование, примечания А. В. Зайкова. — М.: Ладомир, 2017. — Т. VI. Четвёртый век до нашей эры. Второй полутом. — С. 850—890. — 720 с. — ISBN 978-5-86218-542-3.
- Кембриджская история древнего мира / под редакцией Д.-М. Льюиса, Дж. Бордмэна, С. Хорнблоуэра, М. Оствальда. Перевод, научное редактирование, примечания А. В. Зайкова. — М.: Ладомир, 2017. — Т. VI. Четвёртый век до нашей эры. Первый полутом. — 720 с. — ISBN 978-5-86218-545-4.
- Киляшова К. А. Политическая роль Барсины, дочери Артабаза // Учёные записки Казанского университета. Серия гуманитарные науки. — 2017. — Т. 159, № 6. — С. 1393—1403. — ISSN 2500-2171.
- Кошеленко Г. А., Гаибов В. А. Судьбы сатрапов востока. Эпоха Александра Македонского // Проблемы истории, филологии, культуры. — 2007. — № 17. — С. 202—222. — ISSN 2658-316X.
- Маринович Л. П. Греческое наёмничество IV в. до н. э. и кризис полиса. — М.: Наука, 1975. — 277 с. — 3000 экз.
- Олмстед А. История Персидской империи. — Центрполиграф, 2015. — ISBN 978-5-9524-5151-3.
- Парк Г. В. Греческие наёмники. «Псы войны» древней Эллады / Перевод книги Л. А. Игоревский. — М.: Центрполиграф, 2013. — 288 с. — ISBN 978-5-9524-5093-6.
- Рунг Э. В. Греция и Ахеменидская держава: История дипломатических отношений в VI — IV вв. до н. э.. — СПб.: Факультет филологии и искусств СПбГУ, 2008. — (Историческая библиотека). — ISBN 978-5-8465-0851-4.
- Рунг Э. В. О сатрапских династиях в Ахеменидской державе: Фарнакиды в Даскилии // Учёные записки Казанского университета. Серия Гуманитарные науки. — 2011. — Т. 153, № 3. — С. 87—94. — ISSN 2500-2171.
- Рунг Э. В. IG. II2. 356: Афины и Мемнон Родосский // Вопросы эпиграфики. — М., 2011. — Вып. 5. — С. 192—206.
- Рунг Э. В. Военно-политическая деятельность Ментора Родосского // МНЕМОН. Исследования и публикации по истории античного мира. — 2014. — № 14. — С. 143—160. — ISSN 1813-193X.
- Рунг Э. В., Орлов В. П. «Полудержавный властелин»: евнух Багой в истории Ахеменидской империи. — М., 2021. — Т. 81, № 3. — С. 590—614. — doi:10.31857/S032103910010618-2.
- Сапрыкин С. Ю. Понтийское царство: Государство греков и варваров в Причерноморье / ответственный редактор Л. П. Маринович. — М.: Наука, 1996. — 348 с. — ISBN 5-02-009497-8.
- Уортингтон Йен. Филипп II Македонский. — СПб.—М.: Евразия — ИД Клио, 2014. — 400 с. — ISBN 978-5-91852-053-6.
- Холод М. М. О Менторе и Мемноне Родосских: один сюжет из их биографий // Мнемон: Исследования и публикации по истории античного мира. — 2018. — № 18—1. — С. 277—295. — ISSN 1813-193X.
- Шахермайр Ф. Александр Македонский. — Ростов н/Д.: Феникс, 1997. — 576 с. — ISBN 5-85880-313-Х.
- Шифман И. Ш. Александр Македонский / ответственный редактор Э. Д. Фролов. — Л.: Наука, 1988. — ISBN 5-02-027233-7.
- Шофман А. С. Восточная политика Александра Македонского / Печатается по постановлению редакционно-издательского совета Казанского университета. Отв. редактор В. Д. Жигунин. — Казань: Издательство Казанского университета, 1976.
- Heckel W. Artabazos // Who's Who in the Age of Alexander the Great: Prosopography of Alexander's Empire (англ.). — Malden; Oxford; Carlton: Blackwell Publishing, 2006. — P. 55. — ISBN 1-4051-1210-7.
- Berve H. 152. Άρτάβαζος // Das Alexanderreich auf prosopographischer Grundlage (нем.). — München: C. H. Beck`sche Verlagsbuchhandlung, 1926. — Vol. 2. — P. 82—84.
- Chugg A. M. 4. Barsine, Daughter of Artabazus // Alexander’s Lovers (англ.). — 2nd edition. — AMC Publications, 2012. — P. 138—151. — ISBN 0955679044.
- Judeich W.[нем.]. Artabazos 3 // Paulys Realencyclopädie der classischen Altertumswissenschaft :  [нем.] / Georg Wissowa. — Stuttgart : J. B. Metzler’sche Verlagsbuchhandlung, 1895. — Bd. II, Erste Hälfte (II, 1). — Kol. 1299—1300.
- Kirchner J.[нем.]. Charidemos 5 // Paulys Realencyclopädie der classischen Altertumswissenschaft :  [нем.] / Georg Wissowa. — Stuttgart : J. B. Metzler’sche Verlagsbuchhandlung, 1899. — Bd. III, Zweite Hälfte (III, 2). — Kol. 2135—2138.
- Lenschau T[нем.]. Pammenes 1 // Paulys Realencyclopädie der classischen Altertumswissenschaft :  [нем.] / Georg Wissowa. — Stuttgart : J. B. Metzler’sche Verlagsbuchhandlung, 1949. — Bd. XVIII, 3. — Kol. 298—299.
- Moysey R. A. Chares and Athenian Foreign Policy (англ.) // The Classical Journal. — The Johns Hopkins University Press, 1985. — Vol. 80, no. 3. — P. 221—227. — JSTOR 3296727.